# Морозово (Черноморский район)
Моро́зово (до 1948 года Сака́л, Сака́в; укр. Морозове, крымскотат. Saqav, Сакъав) — исчезнувшее село в Черноморском районе Республики Крым, располагавшееся на северо-востоке района, в степной части Крыма, примерно в 2 километрах западнее современного села Далёкое.

## История
Первое документальное упоминание села встречается в Камеральном Описании Крыма… 1784 года, судя по которому, в последний период Крымского ханства Сакал входил в Мангытский кадылык Козловскаго каймаканства. Видимо, после присоединения Крыма к России 8 февраля 1784 года, вследствие эмиграции крымских татар в Турцию, деревня опустела, поскольку в доступных ревизских документах до середины XIX века не встречается. Территориально, по новому административному делению, после создания 8 (20) октября 1802 года Таврической губернии, Сакал находился в Яшпетской волости Евпаторийского уезда. На военно-топографической карте 1817 года деревня Сакав обозначена пустующей, на картах 1836, 1842 и 1865—1876 года обозначены развалины деревни Сакав.
Вновь, в доступных исторических документах, селение встречается в «…Памятной книжке Таврической губернии на 1900 год», согласно которой в немецком хуторе Сакав Агайской волости числилось 38 жителей в 1 дворе. По Статистическому справочнику Таврической губернии. Ч.II-я. Статистический очерк, выпуск пятый Евпаторийский уезд, 1915 год, в деревне Сакав Агайской волости Евпаторийского уезда числилось 2 двора с немецким населением (все безземельные) в количестве 13 человек, из которых 6 мужчин и 7 женщин, в хозяйствах имелось 1 корова и 4 головы мелкого скота. Согласно списку 1915 года «…русских подданных из австрийских, венгерских или германских выходцев» землевладельцев, опубликованном в газете «Таврические губернские ведомости» в апреле 1915 года, при деревне Сакал значились Фремиллер Христиан Христианович и Елена Натанаэловна, имевшие 897 десятин 372 квадратной сажени земли.
После установления в Крыму Советской власти, по постановлению Крымревкома от 8 января 1921 года № 206 «Об изменении административных границ» была упразднена волостная система и образован Евпаторийский уезд, в котором создан Ак-Мечетский район и село вошло в его состав, а в 1922 году уезды получили название округов. 11 октября 1923 года, согласно постановлению ВЦИК, в административное деление Крымской АССР были внесены изменения, в результате которых округа были отменены, Ак-Мечетский район упразднён и село вошло в состав Евпаторийского района. В Списке населённых пунктов Крымской АССР по Всесоюзной переписи 17 декабря 1926 года, селение не записано, но в энциклопедическом словаре «Немцы России» приводится цифра в 29 жителей. Согласно постановлению КрымЦИКа от 30 октября 1930 года «О реорганизации сети районов Крымской АССР», был восстановлен Ак-Мечетский район (по другим данным 15 сентября 1931 года) и село включили в его состав, при этом на картах Генштаба Красной армии 1941 и 1942 годов Сакав не подписан, обозначено лишь безымянное одиночное строение.
Вскоре после начала Великой Отечественной войны, 18 августа 1941 года крымские немцы были выселены, сначала в Ставропольский край, а затем в Сибирь и северный Казахстан.
С 25 июня 1946 года селение в составе Крымской области РСФСР. Указом Президиума Верховного Совета РСФСР от 18 мая 1948 года Саккал переименовали в Морозово. Ликвидировано до 1960 года, поскольку в «Справочнике административно-территориального деления Крымской области на 15 июня 1960 года» селение уже не значилось (согласно справочнику «Крымская область. Административно-территориальное деление на 1 января 1968 года» — в период с 1954 по 1968 годы, как посёлок Межводненского сельсовета).